# Alex van Warmerdam
Alex van Warmerdam (Haarlem, 14 de agosto de 1952) es un guionista, actor, director de cine y pintor holandés.

## Carrera
Van Warmerdam fue el cofundador del grupo teatral Hauser Orkater (que posteriormente se convirtió en el grupo musical Orkater). En 1980, fundó el grupo teatral De Mexicaanse Hond junto a su hermano Marc van Warmerdam. Este es el nombre con el que se han estrenado todos sus programas desde 1989.
Su debut cinematográfico fue en 1986: Abel en el que interviene como actor. Un práctica que sería habitual en todos sus trabajos. En 1990, ganó el Nederlands-Vlaamse Toneelschrijfprijs y el Taalunie Toneelschrijfprijs in 2011. Su film de 2013 Borgman fue nominada para la Palma de Oro en el Festival Internacional de Cine de Cannes de 2013.
Alex van Warmerdam está casado con la actriz holandesa Annet Malherbe, que participa en la mayoría de sus películas a la vez que asume la tarea de directora de casting. Su hijo, Mees, es músico y ha hecho piezas para diferentes espectáculos de De Mexicaanse Hond.

## Filmografía
- Adelbert (1977) (corto) (como actor)
- Entree Brussels (1978) (corto) (como guionista)
- Striptease (1979) (corto) (como guionista)
- Zie De Mannen Vallen (1980) (Telefilm)
- Graniet (1982) (Telefilm)
- De Stedeling (1984) (corto)
- Abel (1986) (actor, guionista y director)
- Los norteños (De Noorderlingen) (1992) (actor, guionista y director)
- El vestido (De Jurk) (1996) (actor, guionista y director)
- Little Tony (1998) (actor, guionista y director)
- Grimm (2003) (actor, guionista y director)
- Camarero (Ober) (2006) (actor, guionista y director)
- The Last Days of Emma Blank (De laatste dagen van Emma Blank) (2009) (actor, guionista y director)
- Black Out (2012) (actor)
- Borgman (2013) (actor, guionista y director)
- Schneider vs. Bax (2015) (actor, guionista y director)

## Premios y reconocimientos
Festival Internacional de Cine de Venecia
| Año  | Categoría                   | Película                    | Resultado |
| ---- | --------------------------- | --------------------------- | --------- |
| 1996 | Premio FIPRESCI             | De jurk                     | Ganador   |
| 2009 | Premio Label Europa Cinemas | The Last Days of Emma Blank | Ganador   |